# Batalla d'Àsculum (209 aC)
La batalla d'Àsculum, coneguda també com a batalla de Canúsium, va ser un enfrontament militar entre els exèrcits de la República romana i la República cartaginesa, de tres dies de durada, que va tenir lloc a la regió de l'Apúlia l'estiu del 209 aC, el desè any de la Segona Guerra Púnica.
Va formar part d'una campanya punitiva contra els pobles i tribus que havien abandonat l'aliança amb Roma i s'havien aliat amb els cartaginesos després de la batalla de Cannes, i també per estrènyer el cèrcol al líder cartaginès, Hanníbal Barca, al sud d'Itàlia. D'altra banda, la batalla va suposar un nou enfrontament entre Hanníbal i el general romà Marc Claudi Marcel pel control de la península Itàlica. Com que cap dels dos bàndols no va guanyar decisivament i tots dos van sofrir moltes baixes (més de 14.000), el resultat de la batalla és discutit tant pels historiadors moderns com pels antics. Encara que Marcel va rebre un dur cop a Àsculum, va contribuir sens dubte a limitar els moviments del principal exèrcit púnic, de manera que va contribuir a les posteriors victòries contra els aliats dels cartaginesos en la Magna Grècia i en Lucània.

## Antecedents
D'ençà de la invasió d'Hanníbal pels Alps el 218 aC, Roma va prendre moltes decisions per protegir Itàlia i, després, per recuperar el terreny perdut a mans d'Hanníbal. Això és particularment apreciable en el nombre de tropes allistades per combatre. El nombre de legions va créixer constantment, malgrat les sagnants derrotes al començament de la guerra (com les batalles de Trèbia, del llac Trasimè i de Cannes), i va arribar l'any 210 aC (un any abans d'Àsculum) a la xifra de 21 legions en actiu. N'hi va haver que van lluitar contra els cartaginesos i els seus aliats a Grècia, Sardenya, Hispània i Sicília, però la major part es van distribuir en diferents parts d'Itàlia per controlar l'exèrcit d'Hanníbal, per la qual cosa la península Itàlica continuava sent el principal teatre d'operacions de la Segona Guerra Púnica.